# Feminismo rural en Quebec
El feminismo rural en Quebec surgió en la década de 1950 entre las agricultoras de Quebec y se desarrolló en la segunda mitad del siglo XX.

## Historia

### Antes de 1950
El feminismo rural comenzó en la década de 1950 en Quebec con el surgimiento de la conciencia en torno a los derechos de las mujeres. Dado que en aquel entonces el trabajo agrícola de las mujeres se consideraba una extensión natural del papel de estas en el hogar, sus laborales fueron poco reconocidos antes de la década de 1950. La industrialización del siglo XX marca el ambiente agrícola. Con la introducción de maquinaria que requería fuerza física y habilidades técnicas, la agricultura se volvió más masculina. Entre 1911 y 1941, las mujeres representaban sólo el 1,2% de la fuerza laboral agrícola.

### Décadas de 1950 y 1960
A partir de 1951, la proporción de mujeres en la agricultura se duplicó cada 10 años durante dos décadas. Con el paso de los años, las mujeres agricultoras fueron tomando conciencia de su «valor económico». La principal reivindicación de las agricultoras era entonces la remuneración de su trabajo, ya que en aquella época aún no se contemplaban salarios por las labores agrícolas realizadas por las mujeres. De hecho, las estadísticas y estudios sobre el trabajo agrícola no incluían el trabajo de las mujeres, aun cuando en 1982 se reconoció que varias tareas importantes, como la producción lechera, eran realizadas principalmente por mujeres. De hecho, aunque las mujeres desempeñaban un papel activo en todo, desde la ganadería hasta el trabajo de campo, esto era poco reconocido y por lo tanto, no era remunerado.
De 1915 a 1945, los Círculos de Trabajadores Agrícolas de Quebec trabajaron específicamente para lograr el reconocimiento de la contribución de las mujeres en el sector agrícola. Aunque estas organizaciones no pueden definirse como explícitamente feministas, su objetivo era mejorar las condiciones de vida de las mujeres que trabajaban en el campo. Hicieron campañas públicas por el valor económico de las mujeres, su condición de empleadas, su entorno de trabajo y muchas otras cuestiones.
Antes de 1964, año de la adopción de la ley sobre la capacidad jurídica de las mujeres impulsada por Marie-Claire Kirkland, las mujeres casadas no podían administrar sus propios bienes y, por tanto, iniciar y gestionar una explotación agrícola. La mujer era vista como «colaboradora» del oficio agrícola de su marido, evidente al analizar la situación jurídica de las mujeres, que limitaba drásticamente su toma de decisiones económicas, su acceso a la formación agrícola y su acceso a la propiedad. Sin embargo, a partir de la década de 1950, las mujeres reivindicaron el modelo «socias». Por ejemplo, en la década de 1960, la Asociación de Mujeres para la Educación y la Acción Social (AFÉAS), una organización fundada en 1966 e integrada principalmente por mujeres, «colaboradoras» de las empresas de sus maridos, trabajó para promover el empoderamiento de las mujeres y su intervención más activa en su entorno.
La ley de 1964 abrió la puerta a una mayor autonomía de las mujeres en la gestión de sus propiedades y en la toma de decisiones relacionadas con su trabajo como agricultoras. La remuneración, sin embargo, sigue siendo un problema, porque el mercado quiere que los salarios se calculen de acuerdo a la fuerza física de los trabajadores y, por lo tanto, es normal que los hombres que realizan las mismas tareas cobren más. Además, las condiciones de trabajo en el sector agrícola suelen ser malas y peligrosas, tanto para los hombres como para las mujeres. De hecho, en aquella época no existían leyes sobre salud y seguridad en el trabajo. Además, los administradores de empresas agrícolas contrataron abiertamente a mujeres basándose en la idea de que trabajarían por menos, se quejarían menos y trabajarían más horas.

### Década de 1970
Desde la década de 1970, grupos como la Asociación de Mujeres para la Educación y la Acción Social, así como el Comité Provincial de Mujeres en la Agricultura y la Federación de Mujeres Agricultoras de Quebec, han luchado para aumentar el reconocimiento de la contribución de las mujeres al sector agrícola y promover el acceso a la propiedad, mejores condiciones de trabajo y permitir un mejor equilibrio entre el trabajo y la familia para las mujeres agricultoras, en un contexto de fuerte jerarquía de género y baja representación de las mujeres agricultoras en los órganos de gobernanza.
La Federación de Mujeres Agricultoras de Québec es un grupo de sindicatos exclusivamente femeninos que actúa como grupo de presión en cuanto a las decisiones que afectan al sector agrícola y la condición de las mujeres. Puede considerarse feminista, ya que utilizó su influencia para obtener varias mejoras en beneficio de las mujeres agricultoras, como la licencia parental para las trabajadoras autónomas, el fácil acceso a la propiedad para las mujeres agricultoras y el establecimiento de servicios para la salud psicológica de las trabajadoras agrícolas.

### Décadas de 1980 y 1990
En 1980 apareció el feminismo territorial. En Quebec, se centra en los problemas específicos de las mujeres que viven en zonas rurales. Su objetivo es crear conciencia y promover políticas para mejorar sus vidas, destacando sus contribuciones a la economía rural y abordando problemas como el acceso limitado a los servicios de salud y el aislamiento social.
En 1989, las mujeres que trabajaban junto a sus maridos fueron reconocidas por ley como empleadas.
En la década de 1990, las mujeres exigieron otro derecho:el del acceso a la propiedad. De hecho, durante mucho tiempo las mujeres agricultoras sólo tuvieron el matrimonio como puerta de entrada al mundo agrícola. Gracias a las numerosas luchas lideradas por distintos grupos, incluidas las que reclamaban equidad salarial y el reconocimiento del trabajo de las mujeres en las explotaciones agrícolas, cada vez más mujeres se convirtieron en propietarias y tuvieron la oportunidad de dedicarse a la agricultura por su cuenta. De hecho, entre 1983 y 1994, la proporción de mujeres propietarias de escrituras entre todas las agricultoras aumentó del 21% al 46%.

### Década del 2000
A principios de la década de 2000, las luchas de las mujeres que trabajan en zonas rurales se centraron en reconocer la importancia del papel de la mujer y en lograr sus múltiples demandas. Entre ellos se encuentra el derecho a obtener licencia parental.
Gracias al grupo de presión de 2006 a 2008 o el «cabildeo para que las mujeres agricultoras tengan derecho a licencia parental (Plan de Seguro Parental de Quebec)»,  las agricultoras adquirieron el derecho a la licencia parental junto con todos los trabajadores autónomos. Finalmente, en 2008, el Ministerio de Agricultura, Pesca y Alimentación de Quebec (MAPAQ) publicó el estudio «Las Agricultoras de Quebec: ¿Quiénes son?», un importante estudio realizado en colaboración con la Federación de Agricultoras de Quebec, con el objetivo de comprender mejor sus preocupaciones y necesidades en materia de equilibrio entre trabajo y familia.